# Batalla de Mu'tah
La batalla de Mu'tah tuvo lugar en el año 629, cerca de la ciudad de Mu'tah, al este del río Jordán y de la ciudad de Al Karak, en la Gobernación de Karak entre un ejército enviado por Mahoma y otro del Imperio bizantino.
En la historiografía islámica, la batalla se suele describir como el intento por parte de los musulmanes de tomar represalias contra un jefe gasánida por asesinar a su emisario. La batalla acabó en empate y refugio seguro para ambas partes, según las fuentes islámicas mientras que las fuentes cristianas hablan de una victoria bizantina.